# Výkřik ve tmě
Výkřik ve tmě (též Pláč ve tmě, v anglickém originále Evil Angels) je australsko-americký dramatický film z roku 1988. Režisérem filmu je Fred Schepisi. Hlavní role ve filmu ztvárnili Meryl Streep, Sam Neill, Bruce Myles, Neil Fitzpatrick a Charles Tingwell.

## Ocenění
- AACTA Award, nejlepší film
- AACTA Award, nejlepší režie, Fred Schepisi
- AACTA Award, nejlepší adaptovaný scénář, Fred Schepisi, Robert Caswell
- AACTA Award, nejlepší herec, Sam Neill
- AACTA Award, nejlepší herečka, Meryl Streep
- cena Filmového festivalu v Cannes, nejlepší herečka, Meryl Streep
- NYFCC Award, nejlepší herečka, Meryl Streep
- cena Political Film Society Award, kategorie Exposé

Film dále získal jednu nominaci na Oscara a 4 nominace na Zlatý glóbus.

## Obsazení
| Meryl Streep      | Lindy Chamberlain   |
| Sam Neill         | Michael Chamberlain |
| Bruce Myles       | Ian Barker, Q.C.    |
| Neil Fitzpatrick  | John Phillips, Q.C. |
| Charles Tingwell  | James Muirhead      |
| Maurie Fields     | Denis Barritt       |
| Nick Tate         | Graeme Charlwood    |
| Lewis Fitz-Gerald | Stuart Tipple       |